# Ernest Miller (homme politique)
Pour les articles homonymes, voir Ernest Miller et Miller.
Ernest Miller (22 novembre 1869-9 octobre 1924) est un homme politique canadien de la Colombie-Britannique. Il est député provincial conservateur de la circonscription britanno-colombienne de Grand Forks de 1909 à 1916.
Miller meurt à Vancouver en octobre 1924 à l'âge de 54 ans.